# 호리우치 타카오
호리우치 다카오(堀内孝雄, 1949년 10월 27일~)은 일본의 엔카 가수 겸 작곡가, 배우이다.

## 경력
일본 오사카부 오사카시 아베노구에서 식당을 경영하는 양친의 3남매 중 막내로 태어났으며, 모모야마 학원 고등학교(桃山学園高校)를 졸업하고 교토 산업 대학(京都産業大学)을 중퇴하였다.
1971년 대학에서 만난 타니무라 신지(谷村新司), 야자와 토오루(矢沢透)와 함께 그룹 앨리스(アリス)를 결성하였으며, 이듬해인 1972년 정식으로 데뷔하여 수많은 히트곡을 냈다. 같은 시기 솔로 활동도 병행하여 1978년에는 《너의 눈동자는 10000볼트(君の瞳は10000ボルト)》등의 히트곡을 냈으며, 1981년 앨리스 해산 이후 본격적으로 솔로 가수로의 길을 걷기 시작하게 된다. 1988년부터 2006년까지《NHK 홍백가합전》에 총 17번 출연하였고, 1990년에는 B.B.퀸즈(B.B.クイーンズ)와 함께《일본 레코드대상》대상을 수상하였다. 또, 1988년부터 2005년까지 자신의 노래가 테레비 아사히의 드라마 《외톨이형사 순정파(はぐれ刑事純情派)》의 주제가로 매년 선정되면서 기네스 북에 《매년 드라마 주제가로 선정된 곡의 가수》라는 기록으로 이름을 올리기도 하였다.
한편 일본의 유명 방송인이자 가수인 야시키 타카진(やしきたかじん)과는 고등학교 동창으로 막역한 사이를 자랑하며, 이외에도 같은 오사카 부 출신의 가수 가와시마 에이고(河島英五)와도 깊은 우정을 가지고 있었다. 특히 가와시마가 사망한 2001년의 《NHK 홍백가합전》에서, 가와시마의 대표곡 《술과 눈물과 남자와 여자(酒と泪と男と女)》를 가와시마의 생전의 영상과 함께 듀엣으로 열창하여 보는 이들에게 감동을 선사하기도 하였다.
그는 앨리스 시대부터 지금까지 대부분의 곡을 본인이 작곡하는 싱어송라이터로도 유명하며, 앨리스나 본인 이외에도 야마구치 모모에(山口百恵), 가시와바라 요시에(柏原芳恵), 나카자와 유우코(中澤ゆうこ, 현재 표기는 中澤裕子), 이츠키 히로시(五木ひろし) 등에게 곡을 제공하기도 하였다.
콧수염을 가진 외모와 무대에서 노래를 부르고 난 후 '상큐(サンキュー, Thank you)', 또는 '아리가또(ありがとう, '고마워요.'의 의미.)'를 외치는 것이 일종의 트레이드 마크이다.

## 대표곡

### 앨리스(アリス) 시대
- 《遠くで汽笛を聞きながら (멀리서 기적소리를 들으며)》(1976년)
- 《冬の稲妻 (겨울의 번개)》(1977년)
- 《チャンピオン (챔피언)》(1978년)
- 《ジョニーの子守唄 (조니의 자장가)》(1978년)
- 《秋止符 (추지부[1])》(1979년)

이외 다수.

### 솔로 시대
- 《君の瞳は10000ボルト (너의 눈동자는 10000볼트)》(1978년)
- 《憧れ遊び(그리움 지난날의 여유》(1985년)
- 《愛しき日々 (사랑하는 날들)》(1986년)
- 《ガキの頃のように (철없던 때처럼)》(1988년)
- 《野郎たちの挽歌 (거친 남자들의 만가)》(1989년)-조용필과의 듀엣곡.
- 《冗談じゃねえ (농담 아니야)》(1989년)
- 《恋唄綴り ('연가를 엮은 시가'의 의미.)》(1990년)-원래 1989년에 가수 아소 시오리(麻生詩織)에게 제공한 곡.
- 《都会の天使たち (도시의 천사들)》(1992년)-계은숙과의 듀엣곡.
- 《影法師 (그림자)》(1993년)
- 《竹とんぼ (도르래[2])》(1998년)
- 《続・竹とんぼ -青春(ゆめ)のしっぽ- (속편 도르래-꿈의 꼬리)》(1999년)
- 《いいじゃない (좋지 않아)》(2000년)
- 《カラスの女房 (갈매기의 아내)》(2004년)-1998년 나카자와 유우코(中澤ゆうこ)에게 제공한 곡을 직접 리메이크.
- 《ふたりで竜馬をやろうじゃないか (둘이서 료마[3]를 해보지 않을래)》(2005년)-이츠키 히로시(五木ひろし)와의 듀엣곡.
- 《置き手紙 (두고 간 편지)》(2008년)-후지모토 미키(藤本美貴)가 부른 버전과 동시 발매.

이외 다수.

### 다른 가수에게 제공한 곡
- 《愛染橋 (아이젠 다리)》(1979년) - 야마구치 모모에(山口百恵)에게 제공.
- 《黄昏のダイアリー (황혼의 다이어리)》(1988년) - 가시와바라 요시에(柏原芳恵)에게 제공.
- 《カラスの女房 (갈매기의 아내)》(1998년) - 나카자와 유우코(中澤ゆうこ)에게 제공.
- 《山河 (산하)》(2000년) - 이츠키 히로시(五木ひろし)에게 제공.

이외 다수.